# 沼津市立原中学校
沼津市立原中学校（ぬまづしりつ はらちゅうがっこう）は静岡県沼津市にある公立中学校。通級指導教室が設置されている。

## 沿革
- 1947年4月 - 駿東郡原町立原中学校として創立。当初は原小学校の敷地を借用。
- 1949年3月 - 現校地に木造校舎落成。
- 1959年4月 - 鉄筋2階建6教室落成（旧技術棟・格技場）。
- 1963年 - 原小学校からの供給により学校給食開始。
- 1963年9月 - プール完成。
- 1967年3月 - 体育館落成。
- 1968年4月 - 沼津市との合併により、沼津市立原中学校となる。
- 1971年2月 - 老朽化した木造校舎に代わり、鉄筋2階建校舎一部落成（現校舎）。
- 1974年5月 - 鉄筋2階建校舎落成（現校舎）。
- 1975年4月 - 今沢中学校の開校により、三本松地区が今沢中学校区になる。
- 1986年3月 - 鉄筋3階建南側増築校舎落成（現校舎）。
- 1987年3月 - 鉄筋4階建北側増築校舎落成（現校舎）。
- 1991年3月 - 頭髪の完全自由化により学帽廃止。
- 1996年10月 - 創立50周年記念式典挙行。
- 2006年7月 - 老朽化した旧体育館に代わり、新体育館落成。
- 2009年 - 老朽化した旧技術棟・格技場解体。

## 校風
- 校訓 - 「不撓不屈」
- 学校教育目標 - 「思いやりの心を持ち、自分のよさを発揮できる生徒」

## 学区
- 原（東町、西町、六軒町、原新田）
- 原町中
- 西添町
- 一本松
- 桃里
- 植田
- 大塚（大塚新田、大塚本田）
- 根古屋の一部
- 青野の一部

## 特徴
- 沼津市西部、原駅の西側に位置する中学校である。駿河湾に面しており、校舎からも望むことが出来る。
- 毎年9月中旬の土日に行われる文化祭・体育祭の名称は「潮騒（しおざい）祭」という。
- 在校生徒は沼津市立原小学校および原東小学校から上がってくる。
- 男子制服は標準学生服、女子制服は紺色に白の二本線を組み合わせたセーラー服である。
- スクールカラーはマリンブルーであり、ジャージや体育着の色もそれに準じている。
- 同学区は、かつては東海道五十三次の宿場町である原宿の中心として古くから栄える半農半漁の地区であったが、昭和50年代以降の原団地および原ニュータウンの造成により急激に宅地化が進んだ。旧市街には今なお多くの路地や寺社が残り、往時を偲ばせている。
- 東西に長い広大な校区を有するため、富士市との境界に位置する植田地区の生徒のみ、自転車通学が認められている。
- かつては沼津市で最も人数の多いマンモス校で、一時期は1学年10クラスまで存在した。教室が不足し、当時はプレハブ校舎を急遽増築してしのいだ。
- 沼津市内の中学校で現在も広く使用されているリュックサック型の鞄を1975年に市内で初めて採用した。
- 敷地のすぐ南に旧国道1号、北にJR東海道本線が走っているため、騒音を少しでも緩和するべく校地に対して斜めに校舎が建てられている。また、東側の校舎の窓の内側には防音のための木製の窓が設けられ、二重窓になっている。
- 1996年の創立50周年記念式典の際、校名と名字が同じである縁から、漫画家のはらたいら氏が招かれて記念講演を行なった。
- かつて個人名を冠した部活があった。

## 出身著名人
- 庄司悦大：Jリーグ・レノファ山口FC所属
- 山田堅太：ビーチサッカー・FC琉球ビーチサッカー所属

## 周囲の施設
- JR東海道本線原駅
- 松蔭寺
- 長興寺
- 図書印刷沼津事業所
- 沼津自動車検査登録事務所
- 昌原寺